# Губар Віктор Іванович
Віктор Іванович Губар (нар. 26 грудня 1971) — український діяч, секретар Чернігівського обласного комітету КПУ. Народний депутат України 7-го скликання.

## Біографія
Освіта вища.
Член КПУ. Був 1-м секретарем Коропського районного комітету КПУ Чернігівської області. На 2012 рік — секретар Чернігівського обласного комітету КПУ.
Народний депутат України 7-го скликання з .12.2012 до .11.2014 від КПУ № 26 в списку. Член фракції КПУ (з грудня 2012 до липня 2014). Секретар Комітету з питань аграрної політики та земельних відносин (з .12.2012).